# Ângelo Gammaro
Ângelo Chiappeta Gammaro (Rio de Janeiro, 17 settembre 1895 – Rio de Janeiro, 12 giugno 1977) è stato un nuotatore, pallanuotista e canottiere brasiliano.
È stato membro del Brasile di pallanuoto che ha partecipato ai Giochi di Anversa 1920, classificandosi al quarto posto.
Al torneo olimpico ad Anversa, la prima volta che il Brasile partecipò ai Giochi, nuotò nei 100 metri stile libero, non raggiungendo la finale.
È stato uno dei più grandi vogatori nella storia del Clube de Regatas do Flamengo. Fu tre volte campione brasiliano di canottaggio nel "quattro con" nel 1921, 1922 e 1923. Ottenne numerose vittorie per il Flamengo, divenne un eroe indimenticabile e un idolo del club. Era famoso per essere un ottimo nuotatore, soprattutto sulle lunghe distanze.
È stato anche uno dei canottieri che hanno percorso in cinque giorni la rotta Rio-Santos, nel 1932, insieme a Boca Larga e Engole Garfo.